# Blanco (persona)

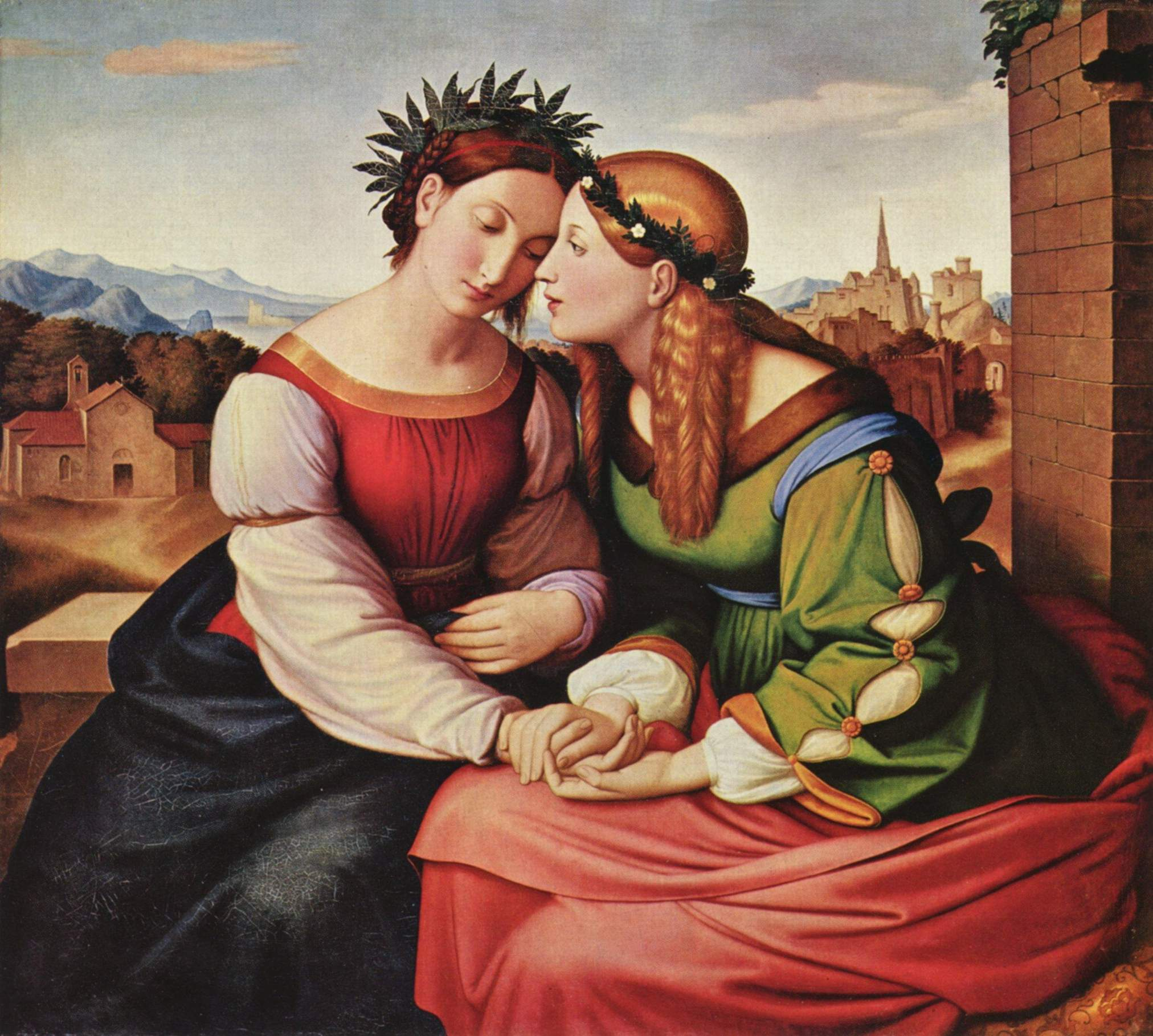
El cuadro Italia y Germania de Friedrich Overbeck de 1828, muestra dos tipos de personas blanca, que pretende simbolizar la amistad entre estos países o regiones culturales a través de personificaciones de Italia (de pelo oscuro) y Alemania (de pelo claro) en forma de mujeres que se inclinan entre sí.

El término blanco (también persona blanca o etnia europea) generalmente se ha utilizado para designar a personas cuya tonalidad de piel clara (carnación) suele asociarse a poblaciones de origen europeo, y en menor medida con algunos pueblos de origen asiático occidental y norteafricano. Aunque literalmente implica cuestiones externas como la piel clara, la forma y color del cabello y los ojos, entre otras, se ha usado de distintas maneras en diferentes periodos históricos y lugares. Como ocurre con otros términos complejos, su definición precisa puede ser confusa.
La antropología del siglo XIX y de la primera mitad del siglo XX definía a una población como caucásica si presentaba ciertas características como variaciones en la forma, el tamaño y el color de los ojos que pueden ser medios o claros (azules, grises, marrones, verdes, avellana) y en la coloración de pelo (castaño oscuro o claro, rubio, rojo o negro), etcétera. También los blancos compartirían otras características como más vello facial y corporal en relación con otras etnias.

## Controversia sobre el uso del término

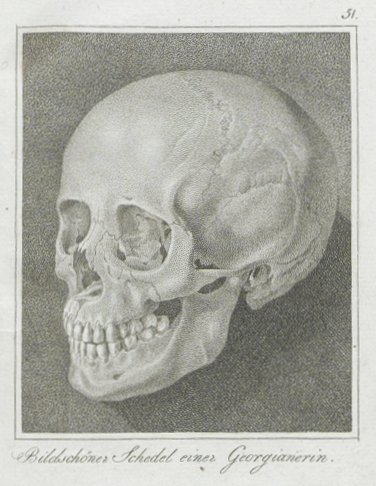
Cráneo descubierto por el antropólogo alemán Johann Blumenbach en 1795 en Georgia, que utilizó para plantear la hipótesis del origen de los europeos en la región del Cáucaso.

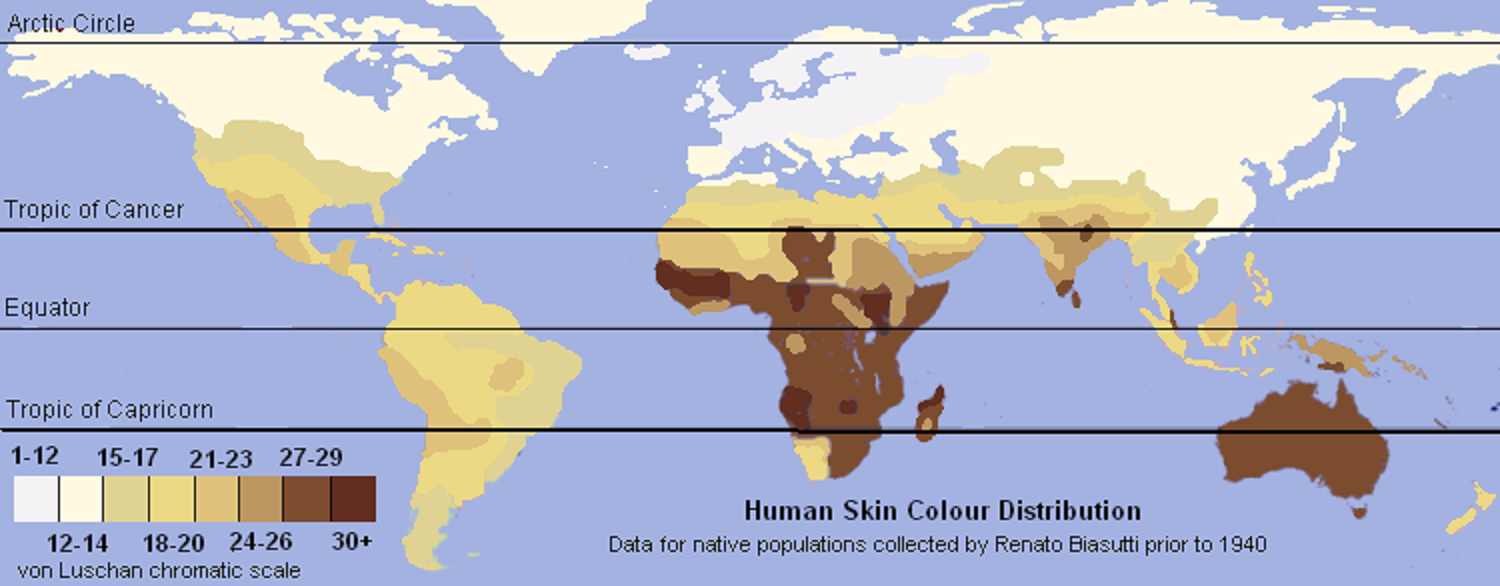
Mapa de distribución de tonalidad de la piel humana, basado en la escala cromática de Von Luschan. Es casi seguro que el Adán cromosómico y la Eva mitocondrial, los primeros Homo sapiens, eran melanodérmicos, esto es, de tez oscura. Esto se debe a que la piel oscura es una excelente adaptación a la exposición solar alta de las zonas intertropicales del planeta Tierra; la tez oscura (por la melanina) protege de las radiaciones UV (ultravioletas) y obtiene de ellas por metabolismo un nutriente llamado folato, indispensable para el desarrollo del embrión y del feto; empero, a medida que las poblaciones humanas migraron a latitudes más allá de los 45.º (tanto Norte como Sur) la melanina paulatinamente ha sido menos necesaria, más aún, en las cercanías de las latitudes de los 50.º la casi total falta de este pigmento en la dermis, cabello y ojos ha sido una adaptación para captar más radiaciones U.V. —relativamente escasas en tales latitudes, salvo que se produzcan huecos de ozono—; en tales latitudes la tez muy clara posibilita una mayor metabolización de vitamina D a partir de las radiaciones UV. Obviamente, el mapa representa la pigmentación común tal como se observa en Australia, Cono Sur y gran parte de los territorios que hoy pertenecen a Estados Unidos antes de la expansión europea; esto explica que las zonas de la Tierra que reciben mayor radiación solar presenten poblaciones humanas más pigmentadas dérmicamente con melanina. Obsérvese que la escala corresponde a épocas anteriores a las fuertes migraciones desde Europa ocurridas a partir del y sobre todo desde el (esta escala es muy criticada, ya que ha sido usada muchas veces con "criterios" racistas).

El concepto de "blanco", como raza, emerge en 1781 de la mano de Johann Friedrich Blumenbach, quien propuso la denominación raza caucásica para la población europea, y desarrolló la hipótesis según la cual la gente de piel clara se habría originado o dispersado en las tierras frías de las montañas del Cáucaso. Hacia 1855, Joseph Arthur de Gobineau, en su Ensayo sobre la desigualdad de las razas humanas, sostenía que la raza nórdica era la mejor de todas; negó la existencia de la raza blanca, y dijo que era perjudicial la mezcla con otros grupos, pues esto degeneraría la "pureza racial".
Las ideas de Gobineau sobre la pureza de las razas influyeron en las doctrinas los grupos racistas y supremacistas, que se desarrollaron desde la segunda mitad del siglo XIX en adelante, como el nazismo, en Alemania, o el Ku Klux Klan, en los Estados Unidos.
Hoy existe un amplio consenso científico de que no existen razas humanas en un sentido biológico.

Las razas no existen, ni biológicamente ni científicamente. Los hombres por su origen común, pertenecen al mismo repertorio genético. Las variaciones que podemos constatar no son el resultado de genes diferentes. Si de "razas" se tratara, hay una sola "raza": la humana.
José Marín Gonzáles

Niño blanco asirio de Irak.

Una connotación común en varias definiciones de “blanco” es que el término se refiere a la gente fundamentalmente originaria y nativa de Europa. Por extensión, algunas teorías incluyen poblaciones próximas a Europa, como ciertas zonas del Norte de África y Oriente Próximo. Otras teorías incluso más extensionistas incluyen áreas del norte de la India y poblaciones tan alejadas de Europa como los pastunes de Pakistán y Afganistán.
También existe una controversia sobre la diferencia de “piel clara” respecto a “blanco”. El término blanco es equivocado, pues la mayoría de las personas denominadas “blancas” (sin importar su origen) tienen una pigmentación que hace que su color de piel presente tonalidades de rosa pálido, rosado o rosáceo tenuemente bronceado y cambie al tomar el sol. No obstante, una piel es considerada clara si en el registro del espectrofotómetro manifiesta un índice alto o reflectante, y revela un bajo nivel de melanina o pigmento capilar. Las poblaciones nativas de Europa, más que cualquier otra población del planeta, se encuentran en estos parámetros.

## Expansión de la población blanca
La expansión de la población blanca en todo el mundo es atribuible a la conquista de casi todo el mundo por las naciones europeas y la emigración de millones de europeos a los territorios conquistados y colonizados durante el período comprendido entre el siglo XVI y el siglo XX. Aproximadamente, a partir de 1800, emigraron a todos los continentes unos 100 millones de europeos.

### En Europa

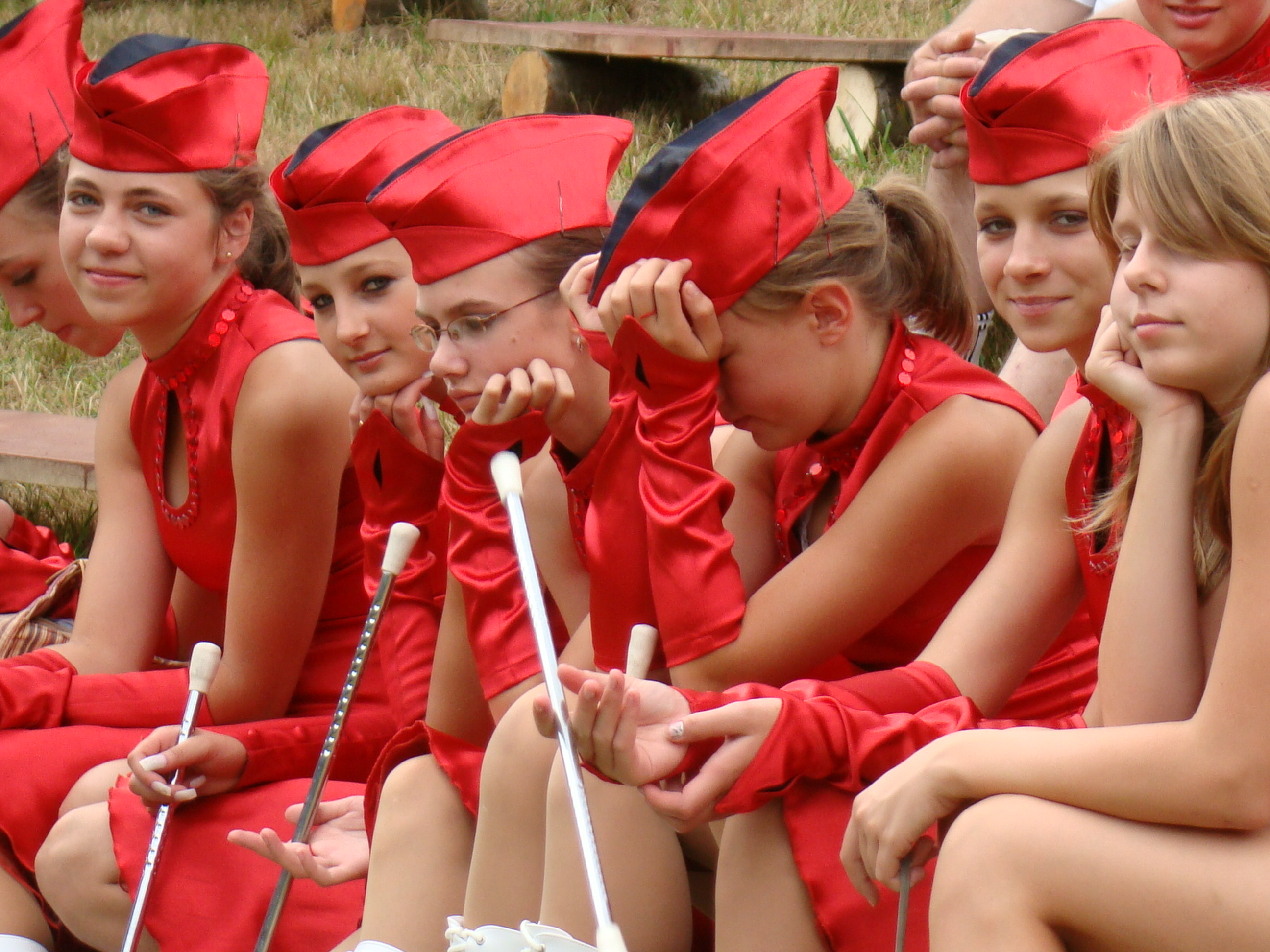
Mujeres blancas de Polonia.

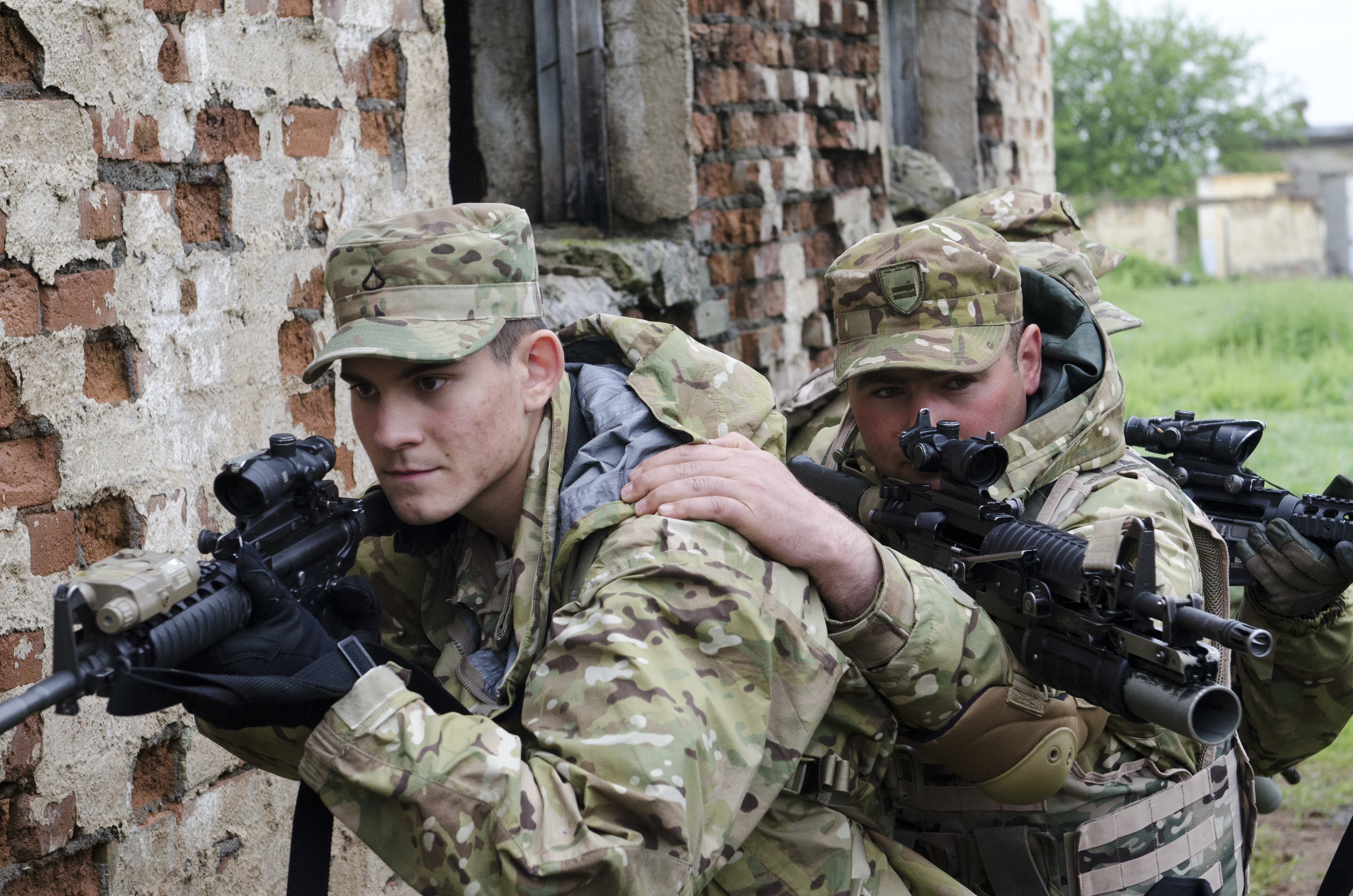
Soldados blancos de Georgia.

Cuando los glaciares retrocedieron hace unos 16 mil años, a las poblaciones que se habían refugiado se les unieron muchas oleadas de gente de Asia y África para recolonizar la región que volvió a ser habitable. Sus descendientes se convirtieron en cazadores-recolectores que ocuparon Europa hasta la llegada de la agricultura. Entonces, hace unos ocho milenios, la agricultura se extendió desde Asia a toda Europa, trayendo consigo la familia de lenguas indoeuropeas además de nuevas tecnologías.
Se estima que los pueblos indoeuropeos, que reemplazaron casi por completo a los pueblos paleolíticos que habitaban Europa, procedían de alguna región comprendida entre el Cáucaso y la India. Con el correr de los siglos los pueblos indoeuropeos se fueron mezclando por medio de numerosas migraciones e invasiones procedentes de Asia central, Medio Oriente y África; como por ejemplo, las invasiones asiáticas protagonizadas por hunos y mongoles, la conquista musulmana en la mayor parte de la península ibérica o la invasión turca en Grecia, Sicilia, Albania, los Balcanes y los territorios correspondientes a la actual Bulgaria y partes de Hungría, donde una parte de la población presenta diversos grados de mestizaje de origen túrquico y árabe.
En general, la población europea autóctona está compuestos por elementos genéticos prehistóricos y más recientes de diferentes partes de Asia y África. Aunque excepciones a esto son los saami de Finlandia, que tienen característicos rasgos genéticos preindoeuropeos y hablan lenguas preindoeuropeas.
En la Europa del siglo XIX era común categorizar a la mayoría de los blancos como semitas y arios. Ese último término fue usado como un sinónimo para los indoeuropeos, que eran vistos como una “raza” separada de los semitas en los lugares donde los dos grupos tenían distintas historias lingüísticas. Esto se pensaba que implicaba una ascendencia separada, que se presuponía visible en rasgos culturales y físicos diferentes. El término ario derivaba de los que hablaban los idiomas indoeuropeos que ocupaban la antigua Irán y el valle del Indo, un hecho que resultaba problemático en la ecuación con el término “blanco”. No obstante, desde 1880 algunos escritores teorizaron que los primeros arios vinieron del Norte de Europa. Esto llevó a los nazis a afirmar que los arios eran gemelos de los nórdicos. Eruditos posteriores del siglo XX fueron mucho más reacios a asumir la coincidencia entre ascendencia lingüística y genética, debido a que los idiomas se pueden fácilmente traspasar a poblaciones genéticamente no relacionadas.
En el Reino Unido, “blanco” es un término generalmente usado para aquellos individuos con características físicas propias de Europa occidental y del Norte, y se refieren a aquellos “blancos” europeos de color de piel algo menos clara como “mediterráneos”, en un contexto similar al uso de designar “blanco” a los de piel más clara. A pesar de que tradicionalmente el término “blanco” funciona como sinónimo de "europeo", los nuevos estudios sobre racialidad en Europa reviven el debate, a fin de mostrar una Europa más diversa de la "blanca", mostrada habitualmente. Los términos de etnicidad y variedad lingüística son ampliamente usados indiferentemente por la gente autóctona y las comunidades inmigrantes.
Hoy en día varias corrientes, basadas en nuevas investigaciones científicas, apoyan la idea de una etnia blanca protoeuropea, y usan el haplogrupo R1b del cromosoma Y como una guía para su ascendencia y distribución. Esta marca genética es asociada a la de los primeros europeos que se refugiaron en la península ibérica durante la Edad de hielo. Este factor R1b1 es predominante en las actuales poblaciones occidentales europeas, particularmente en las áreas de influencia celta como Irlanda, Inglaterra, Gales, España, norte de Italia, áreas de Francia y zonas del norte de Europa.

### En América

#### Estados Unidos
Ya desde el Descubrimiento de América y la conquista y colonización de la mayor parte de los territorios americanos por parte de los imperios español y portugués, los españoles ya se habían establecido en muchos de los actuales territorios estadounidenses, principalmente en el sur y el oeste como California, Nuevo México y Florida, demostrado en el hecho de que muchos lugares en estas zonas llevan nombres españoles (Los Ángeles, Las Vegas) y que dichos territorios (a excepción de Florida) pasarían a formar parte de México tras la independencia de este país de España. Sin embargo, varios navegantes ya habían realizado varias expediciones a la costa este norteamericana bajo las coronas británica y francesa, las cuales habían intentado establecer algunas colonias que habían acabado en fracaso. No sería hasta comienzos del siglo XVII cuando lograría sobrevivir la primera colonia británica de Jamestown, que vendría seguida por una oleada de colonizadores ingleses que se establecieron en toda la costa este norteamericana y posteriormente de escoceses tras la unión de Inglaterra y Escocia en Gran Bretaña, aunque también se establecerían neerlandeses y franceses más tarde, estos últimos principalmente en el norte. A diferencia de lo que ocurrió en Latinoamérica, estos grupos colonizadores no se mezclaron con los nativos de la zona, con lo cual, la población blanca de las colonias británicas, neerlandesas y francesas fue siempre mayoritaria.
Tras la independencia de los Estados Unidos del Imperio británico hasta finales del siglo XVIII, millones de europeos, procedentes principalmente de los países de la Europa Septentrional (Inglaterra, Escocia, Irlanda, Alemania y Francia) se establecieron en el país. Durante el siglo XIX, el país inició su expansión hacia el oeste y el sur del continente, llegando cientos de miles de colonizadores estadounidenses promovidos por el gobierno para establecerse en el centro del continente y las zonas desérticas del oeste y el sur. Mientras que la inmigración europea a Canadá fue mayoritariamente británica y francesa, personas de casi todas las nacionalidades europeas entraron en Estados Unidos durante dos siglos, mientras que actualmente cabe destacar el continuo flujo de blancos procedentes de países como Venezuela y Argentina.
Los nacionalistas blancos de los Estados Unidos frecuentemente tienen una definición de “blancura” que es mucho más limitada que la definición gubernamental, requiriendo no solo una ascendencia única o casi exclusivamente europea, sino también una identificación psicológica y cultural con la etnicidad europea y un compromiso para avanzar en sus intereses. Bajo esta definición, muchas personas aparecen excluidas, como los judíos o los musulmanes balcánicos, los albaneses y los turcos. A pesar de este método de “blancura” usado por los nacionalistas blancos, ocurre que como muchos grupos raciales, la definición aún puede variar.
Entre algunos reducidos grupos nacionalistas blancos aún más exclusionistas, un serio punto ideológico y altamente discutido entre ellos, es la concesión de la etiqueta «no-blanco» a algunas personas de etnia europea con ascendencia del Sur de Europa y del Este de Europa (eslavos).[cita requerida] Esto puede percibirse en los requerimientos de membresía en organizaciones nacionalistas blancas como Alianza Nacional. El requisito de membresía para un individuo es que sea «de ascendencia completamente europea y no judía».
El censo de Estados Unidos más reciente definía a la raza 'blanca' así (traducción): “El término blanco se refiere a las personas originarias de cualquier pueblo europeo, Oriente Medio o África del Norte”. Esto incluye a las personas que indicaron su raza o razas como “blanco” o seleccionó por ejemplo casillas de irlandés, alemán, italiano, sirio, español, libanés, portugués, polaco, etc.
Para justificar el genocidio de los pueblos indígenas y la esclavitud de los africanos, se propagaron ideologías racistas, incluso el racismo científico. Como resultado son pocas las personas de ancestralidad mixta o los blancos que presentan distintos porcentajes de genes no blancos y la creación de distintos grupos que promulgan el suprematismo blanco como el Ku Klux Klan.
Según una estimación de 2022 de la Oficina del Censo de los Estados Unidos, la población blanca de Estados Unidos representa el 75,5 % de la población total.

#### Canadá
El censo canadiense de 2016 identificó al 72.9% (73%) de la población como de origen europeo. Sin embargo sumado a otros caucásicos como los de origen árabe (1.5 %) y del resto de Asia occidental (0.8%) la población caucásica de Canadá representaría el 75.2%. De acuerdo con el CIA World Factbook las etnias de origen europeo y la etnia canadiense (diferente de la nativa) contadas sumarían un 81.4% de población blanca en 2021.

#### América Latina

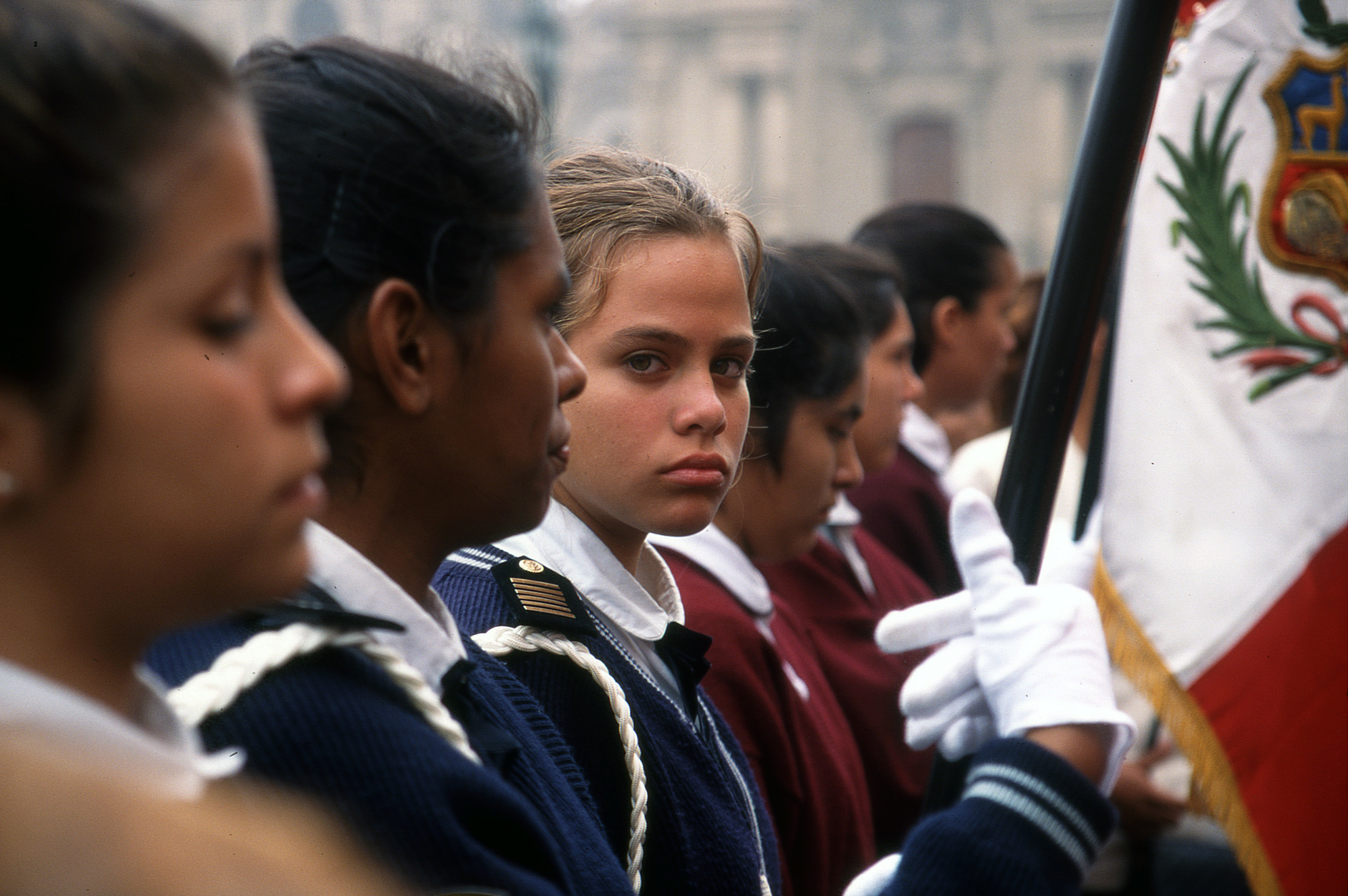
En países de América Latina los blancos en su mayoría se mezclaron con las poblaciones africanas traídas como esclavos y amerindias propios del lugar. En la imagen, un crisol de razas en el Perú.

La población considerada blanca en América Latina representa el 35% de la población de la región.
La población blanca es relativamente minoritaria en una región que es predominantemente multiétnica. No obstante en Uruguay, Argentina, Costa Rica, Chile y Cuba esta llega a ser la única etnia que predomina indiscutiblemente con claridad debido a que compone más del 60% de la población de los cinco países.
La población criolla en Latinoamérica proviene de la antigua colonización española y portuguesa, como también de posteriores migraciones de españoles, portugueses, italianos, alemanes, franceses, británicos, irlandeses, eslavos entre otros. A diferencia de lo que ocurrió en algunas excolonias británicas, en América Latina los colonizadores y los inmigrantes europeos que llegaron con posterioridad se mezclaron con la población local indígena, por lo cual buena parte de la población considerada “no blanca” tiene diferentes grados de mestizaje.
Aunque la región estuvo bajo el dominio colonial de los imperios español y portugués durante poco más de cuatro siglos la población blanca fue siempre una minoría entre la mayoría mestiza e indígena y los esclavos africanos. Los colonos fueron principalmente varones militares o mercenarios, los cuales debido a los pocos prejuicios sexuales habidos y a la ausencia de mujeres blancas, tenían hijos con mujeres indígenas y en menor medida con sus esclavas africanas negras, dando proceso al mestizaje. Durante el período, los hijos exclusivos de los colonizadores ibéricos en el continente fueron denominados criollos, y por extensión, a todos los europeos instalados allí. A partir del siglo XIX y siguiendo a la continua independencia de los países latinoamericanos de sus imperios coloniales, unos 13 millones de europeos emigraron a la zona, instalándose mayoritariamente en Argentina (6.5 millones), país que recibió la mitad de los emigrantes, Brasil (5.5 millones), que recibió una tercera parte (34% del total), Cuba (857 mil, 6.5% del total) —colonia española hasta 1898—, Chile (750 mil, 5.8%), Uruguay (713 mil, 5.5%), Venezuela (400 mil, 3.1%) y México (326 mil, 2.5%) tuvieron un flujo inmigratorio moderado; mientras que en Perú (150 mil, 1.3%) y Colombia (126 mil, 1%) el flujo fue minoritario.

##### México

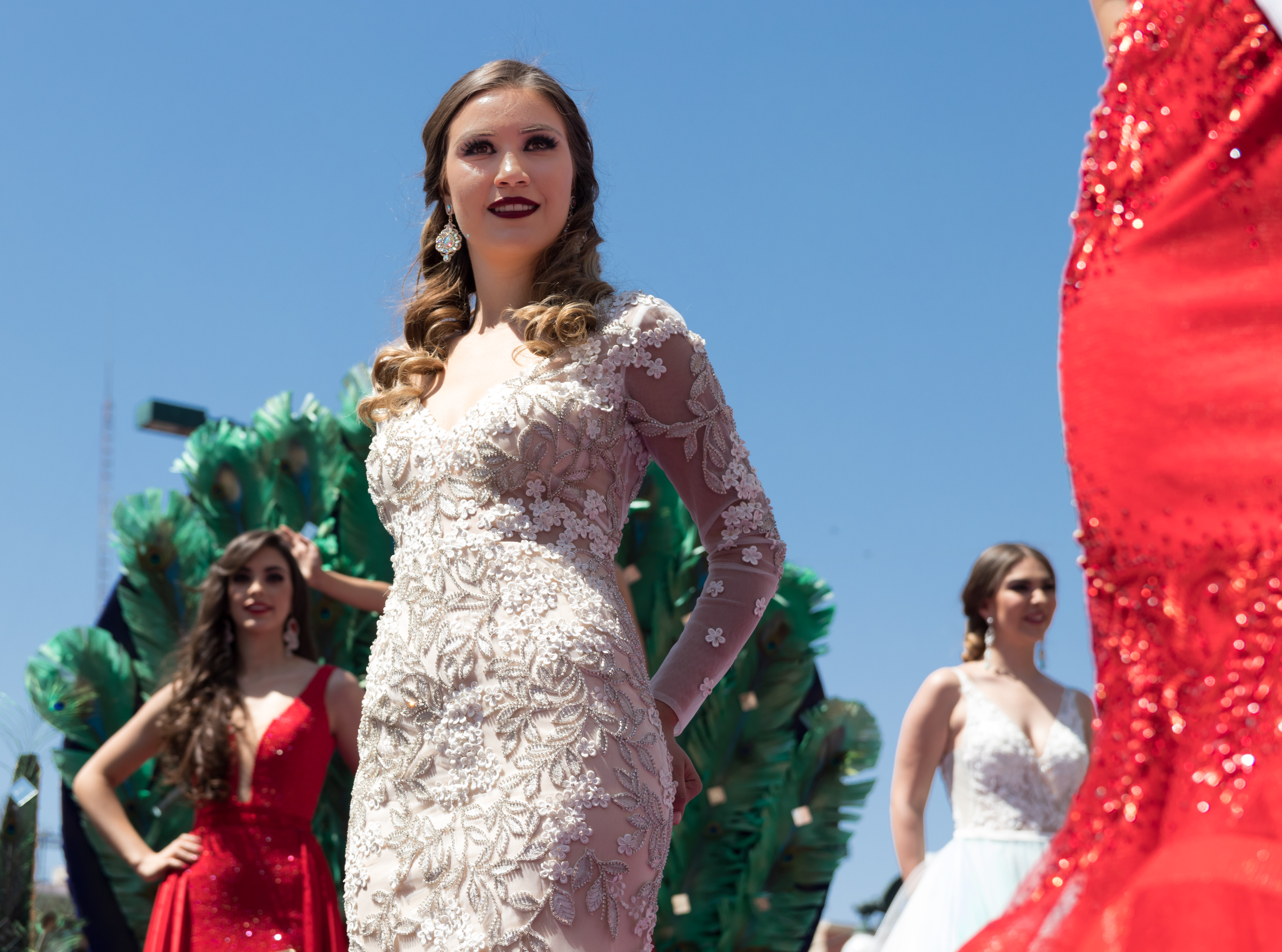
Mujeres mexicanas en Tepatitlán, ciudad localizada en la los Altos de Jalisco, región con ascendencia europea concentrada.

- El gobierno mexicano realiza censos étnicos que permiten a las personas identificarse como "blancos",[24] pero los resultados específicos de estos censos no se hacen públicos. En cambio, el gobierno publica datos sobre el porcentaje de "mexicanos de piel clara" en el país, con encuestas a nivel nacional realizadas por el INEGI, el CONAPRED y fuentes contemporáneas como la Enciclopedia Británica reportan un porcentaje de 32% de mexicanos blancos o de piel clara en promedio[25][26][27][28][29] y el CONAPRED de 2011 daba un porcentaje de 64.8% de población morena (una categoría  que incluye indígenas y mestizos).[30] El término "mexicano de piel clara" es preferido tanto por el gobierno como por los medios de comunicación para describir a las personas en México que poseen rasgos físicos europeos cuando se habla de dinámicas etnoraciales.[31] Sin embargo, "mexicano blanco" todavía se usa a veces.[32][33][34][35][36][37]
- Un estudio de 2012 publicado por el Journal of Human Genetics descubrió que las regiones del norte y oeste de México tienen la mayor ascendencia genética europoide (65.7 a 80%),[38] otro estudio publicado por el Proceedings of the National Academy of Sciences (PNAS) en 2011 llevó a cabo un estudio genético en México, los resultados fueron muy diferentes en cada región del territorio mexicano, las regiones del Noroeste de México revelaron los porcentajes más altos de contribución europea principalmente en Sonora y Chihuahua de 70% a 80%.[39][40]

##### Islas caribeñas
- En Cuba la población blanca fue gran mayoría desde tiempos coloniales hasta el inicio de la Revolución Cubana [cita requerida]cuando gran parte de la población acomodada (clase alta y media-alta), eminentemente blanca, emigró del país principalmente hacia los Estados Unidos y México. Además de la constante emigración de los blancos cubanos otro factor importante que ha incidido ha sido el mestizaje y que los mulatos o zambos tienden a migrar menos. En la década de 1950, alcanzaban a ser el 75% de la población,[17] actualmente representan el 64.1% de la población según el censo de 2012.[41]
- En Haití, la gran mayoría de la población (95%) es considerada negra, el 5% como "mezclada o blanca".[42]
- En la República Dominicana la población blanca representa un 16%. A diferencia de otros países caribeños, la mayoría de los dominicanos son mestizos (34%), y el 26% son mulatos.[43]
- En Puerto Rico, en el censo de 2020, el 17.1% de las personas se identificaron a sí mismas como personas de raza blanca, de ascendencia únicamente europea,[44]mientras que el 49.8% declaró tener ascendencia multirracial.[44]

##### América Central

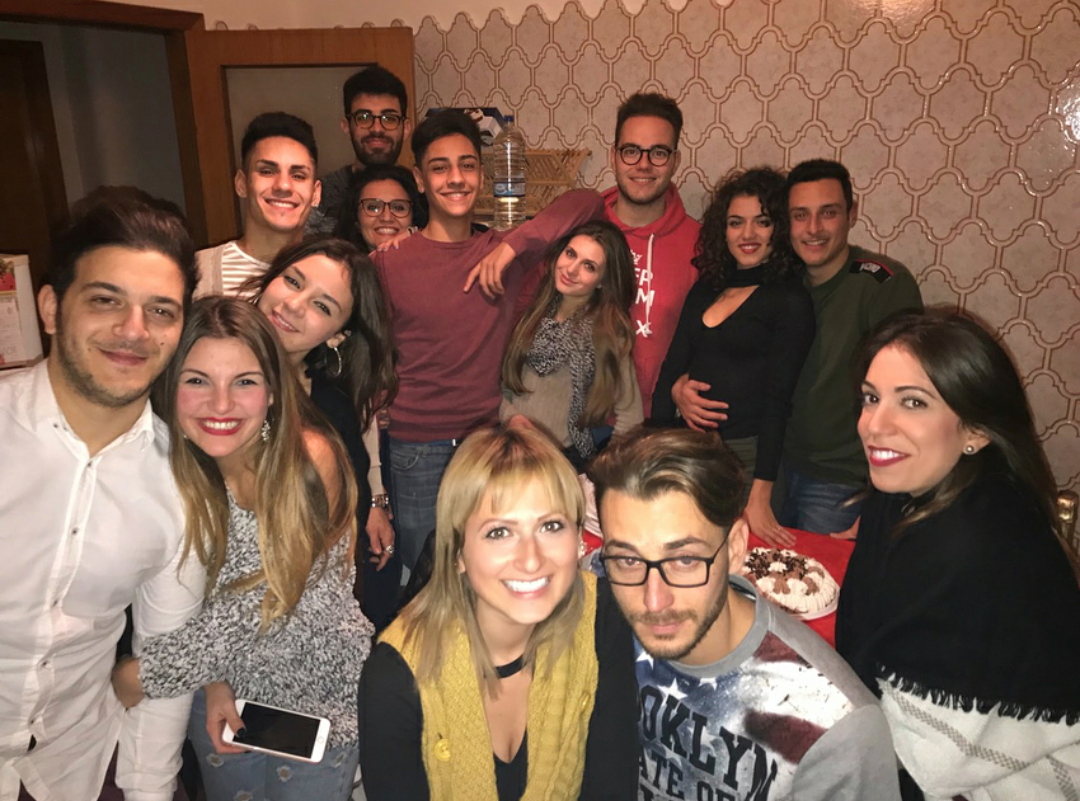
Jóvenes costarricenses en San José.

- En Belice los blancos representan el 4%[17] contado a los menonitas beliceños (3%) y los demás blancos (1%) que el censo beliceño clasifica por separado (véase Etnografía de Belice).[45]
- En Costa Rica, de acuerdo al último censo nacional de población realizado en 2011 por el Instituto Nacional de Estadística y Censo, la población costarricense que se autoconsidera blanca se cifra en 3 597 000 personas, que representan a un 83% de los habitantes del país.[46] En Costa Rica, más del 65% de los habitantes son blancos, pero también existen más de 17% de mestizos y 6% de castizos cuyos rasgos fenotípicos son blancos, por lo que el 83% de la población es caucásica.[46] Este porcentaje coincide con el propuesto por Francisco Lizcano en el que los blancos constituyen el 82% de la población de Costa Rica.[17] Esto se debe a que en tiempos de la Colonia, la población indígena era muy pequeña, así que los colonos e inmigrantes europeos tenían hijos castizos entre ellos, manteniéndose así un nivel de mestizaje muy bajo en la población. Además, Costa Rica fue el principal receptor centroamericano de inmigrantes europeos (españoles e italianos en su mayoría), libaneses y estadounidenses durante el siglo XIX y XX, aportando aún más, esta inmigración a la herencia fenotípicamente blanca del país.[47][48][49]
- Por su parte, El Salvador tiene un 12.7% de población de origen europeo; mientras la población mestiza predomina ampliamente (86.4%).[50]
- En Honduras el censo de 2013 identificó al 7.87% de la población como blanca y el 82.93% como mestiza.[51]
- En Guatemala, el último censo de 2018 estimo que el 56% de la población es Ladina y el 43.6% es indígena (casi todos de ascendencia maya),[52] dentro de la población Ladina no se hace diferenciación de los habitantes mestizados con los de notable ascendencia europea. Por su parte, el estudio del académico Francisco Lizcano estima el porcentaje de blancos en un 4%.[17]
- En Nicaragua, estimaciones no genéticas publicadas por The World Factbook estiman una población blanca no mezclada de un 17% y un 69% de población mestiza.[53] Mientras que un reciente estudio publicado en la revista Genetics and Molecular Biology, realizado en diferentes países de América Latina, se encontró que los nicaragüenses en general tienen una composición genética de un 69% europea, un 20% africana y un 11% amerindia. [54][55][55][56]
- En el caso de Panamá, no hay muchas fuentes que dispongan sobre datos de la población euro-panameña, la mayoría son censos nacionales que estiman el porcentaje de los afrodescendientes e indígenas. Según el CIA World Factbook, alrededor del 10% de la población panameña es blanca.[57] Otras fuentes estiman el 15%.[58]

##### América del Sur

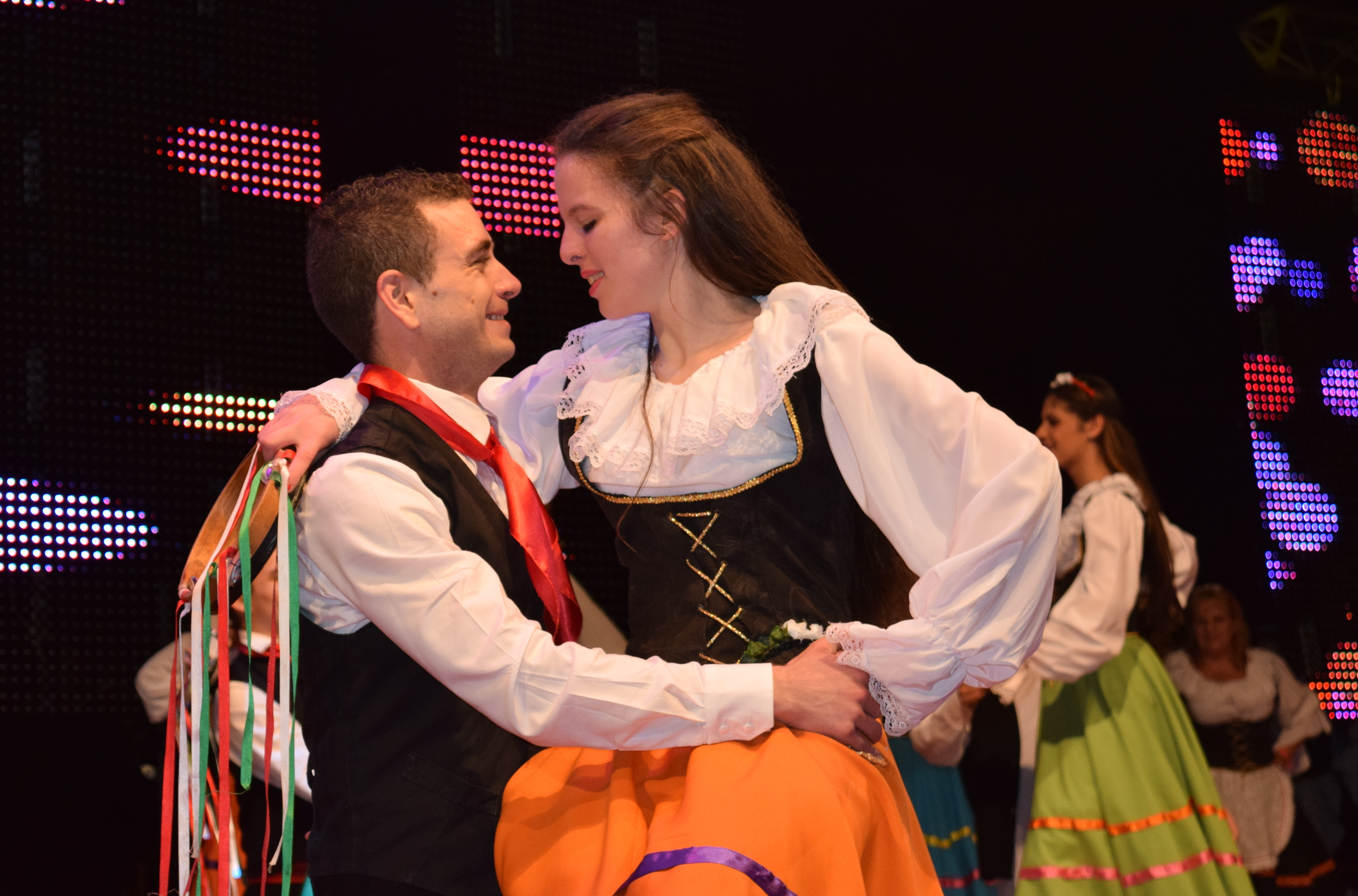
Argentinos en la Fiesta Nacional del Inmigrante en Oberá, Misiones.

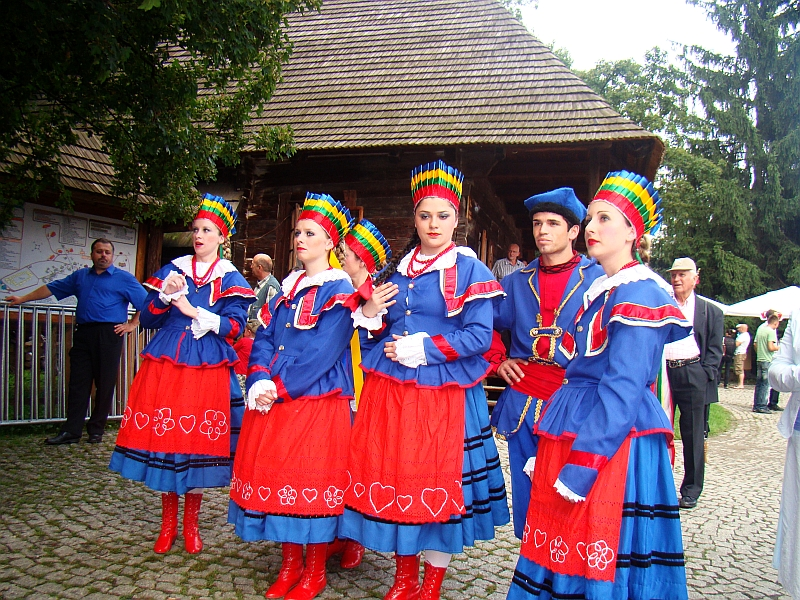
Brasileños de asendencia polaca en Curitiba, Paraná.

- En Argentina se estima que los blancos constituyen alrededor del 85% de la población.[17][59] Se calcula que en 1914 los blancos ya eran más del 90%. Según el censo de dicho año el 80% eran inmigrantes europeos y sus descendientes. Entre el 20% restante, es decir la población local que residía anteriormente se estima que la mitad eran blancos o criollos.[60][61][62][63]
- En Brasil, según datos del último censo, que fue efectuado en 2022, el 43.46% de la población se considera a sí misma blanca. Diferentes estudios indican que las regiones del sur y del sudeste de Brasil tienen la ascendencia genética europea más alta de todo el país (de un 75% a casi un 90%).[64] En Brasil los blancos constituyeron la mayoría entre el censo de 1890 y el censo de 2010, hasta el censo de 2022 donde pasaron a ser el segundo grupo importante siendo superados por los pardos.[65]
- En Bolivia, no hay datos oficiales actuales ya que en los censos no se toma en cuenta una categoría como "blanco" o "mestizo"[66] (solo se centra en la identidad indígena y afroboliviana), sin embargo la mayoría de la población se identifica cómo mestiza y a la vez reconoce su parte indígena.[67] Según otras fuentes, cómo el CIA World Factbook (en 2009) solo el 5% de los bolivianos se identificaron como blancos,[68]según Universia los blancos en el país representan el 22%,[69]según World Statesmen representan el 10% y de estos el 3% corresponde a los descendientes de alemanes,[70] y por último, según una investigación sobre la composición étnica de América encontro que los bolivianos blancos y criollos conforman el 15%.[17]
- En Chile no se tienen datos oficiales debido a que el censo de población no clasifica racialmente a su población. No obstante, un estudio de la Universidad de Chile sobre la estructura racial revela que alrededor del 68% de la población chilena sería blanca o caucásica.[71] Un estudio de autoidentificación llevado a cabo en 2006 estima un 61% de población blanca en Chile.[72] Esto coincide con cifras propuestas por otras fuentes de alrededor de un 60% de blancos en Chile.[73][74] La población blanca de Chile se debe al aporte de la antigua inmigración española en el período colonial y la inmigración europea posterior, donde destacaron la inmigración alemana, italiana, inglesa y croata.[75]
- En Colombia se registró al 37% de la población como blanca según estudios realizados sobre autoidentificación.[76][77][78] Hay zonas del país donde hubo gran Inmigración vasca y española durante el siglo XIX e inicios del siglo XX, lo que aumentó el número de personas blancas y mestizas, la mayor parte de la población blanca en Colombia se ubican en Antioquia, Bogotá, Risaralda y Caldas.
- En Ecuador, según los datos del censo nacional del 2022 los blancos son el 2.2% de la población.[79] Por otra parte, de acuerdo con los datos de la Federal Research Division y de Francisco Lizcano, la población blanca en los años 90 comprendía entre el 10 y 15%,[80] mientras que a comienzos de la década del 2000 bordeaba el 10%[81] y en la década de 2010 era el 6.1%.[82] Este cambio en los últimos años se debe a la reducción del racismo en Ecuador y la aceptación de la población de sus orígenes mestizos.[83] Otra de las causas fue el éxodo migratorio que sufrió el país entre 1999 y 2004 como consecuencia del feriado bancario.[84]
- En Paraguay no se tiene muchos datos ya que la definición de blanco obedece más a un rubro cultural que biológico o físico, porque casi el 90% de la población domina el idioma guaraní,[85] por lo que muchas personas biológicamente blancas se consideran mestizas en exaltación al pasado guaraní de su país, lo que deriva que fuentes internas afirmen que el porcentaje de mestizos es 95%.[86] No obstante según el estudio étnico del académico Francisco Lizcano los blancos suman el 20% de la población del país,[17] otras fuentes los elevan a 30%.[87][74] En un estudio genético publicado en 2015 se encontró que los paraguayos tienen una composición genética de un 68.2% europea, un 27.9% amerindia y un 3.9% africana.[88]
- En el Perú según el censo de 2017 la etnia blanca es del 5.9%.[89] El principal origen de la población blanca es de España, según Giovanni Bonfiglio, fue en la colonia que ingresaron la mayor cantidad de europeos, en alrededor de 200 mil, casi todos de España, mientras desde la independencia hasta la actualidad se calcula que ingresaron alrededor de 150 mil europeos, siendo las primeras minorías la italiana y española, así mismo ingresaron durante esta etapa alrededor de 100 mil latinoamericanos y estadounidenses criollos.[cita requerida]
- En Uruguay el Instituto Nacional de Estadística (INE) de Uruguay realizó en 1996-1997 una Encuesta Continua de Hogares (ECH) en 40,000 hogares, que abordaba el tema sobre las razas en el país, con sus resultados basados en la declaración explícita de los encuestados sobre la raza a la cual creen pertenecer. Estos resultados se extrapolaron y se estimó que de los 2,790,600 habitantes que tenía Uruguay en este momento, unos 2,602,200 eran de raza blanca (93.2%), unos 164,200 (5.9%) eran de raza negra —total o parcialmente—, 12,100 de raza indígena total o parcialmente (0.4%) y otros 12,000 de raza amarilla.[90] Una nueva Encuesta Nacional de Hogares Ampliada realizada en 2006 volvió a preguntar sobre el tema, pero esta vez haciendo hincapié en la “ascendencia” y no en la “raza”; los resultados revelaron un 5.8% más de uruguayos que declararon tener ascendencia total o parcialmente negra o amerindia. Esta reducción en el porcentaje de “blancos puros” autodeclarados entre encuestas podría deberse a un fenómeno de revalorización de la herencia africana por parte de los encuestados, parecido al ocurrido en Brasil en los últimos tres censos. De todos modos, cabe destacar que 2,897,525 encuestados declararon tener ascendencia totalmente blanca (87.4%), 302,460 declararon ascendencia total o parcialmente negra (9.1%), 106,368 ascendencia total o parcialmente amerindia (2.9%) y 6549 total o parcialmente amarilla (0.2%).[91] Este valor coincide con los porcentajes de población blanca proporcionados por fuentes externas de 87.4%[92] 88%,[17][93] o 90%.[94]
- En Venezuela el censo poblacional realizado en 2014 registró que el 43.6% de la población se autoconsidera blanca, contrastando con el 51.6% de la población que se identificó a sí misma como morena, Venezuela tuvo una gran afluencia de Italia, Portugal y Alemania entre los años cuarenta y ochenta en el país. No hubo una importante mezcla entre aborígenes y españoles como si paso en países vecinos de Colombia, Ecuador y Panamá, por esta razón en Venezuela predominan blancos y mestizos.[sic].[95] Los mulatos y los negros están más circunscritos a determinadas regiones como Barlovento (estado Miranda) y el sur del Lago de Maracaibo (El Batey, Bobures), si bien hay personas de raza negra diseminadas por toda la geografía nacional.

### En África

##### África subsahariana

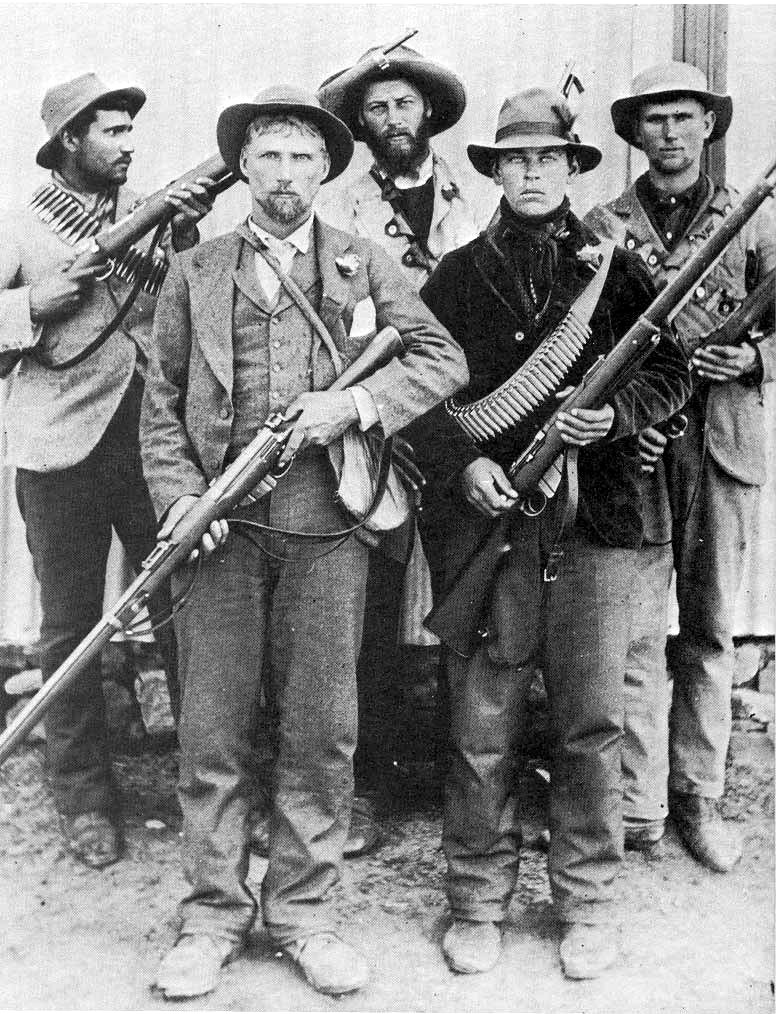
Guerrillas bóer durante la Segunda Guerra Bóer. Los bóer son descendientes de colonos predominantemente holandeses que se establecieron en Sudáfrica, Namibia, Zimbabue, Zambia y Botsuana.

En el continente residen según estudios de 2015 solamente unos 5.2 millones de blancos europeos (0.51% de la población total) de los cuales 4.6 millones viven en Sudáfrica, en este último comprenden alrededor del 8%. En su mayoría los blancos europeos que viven en África son descendientes de colonizadores europeos, principalmente de neerlandeses, británicos, franceses y portugueses, con significantes aportes españoles, alemanes, belgas, italianos, griegos y suizos. Actualmente, ningún país de África es de mayoría étnica blanca.

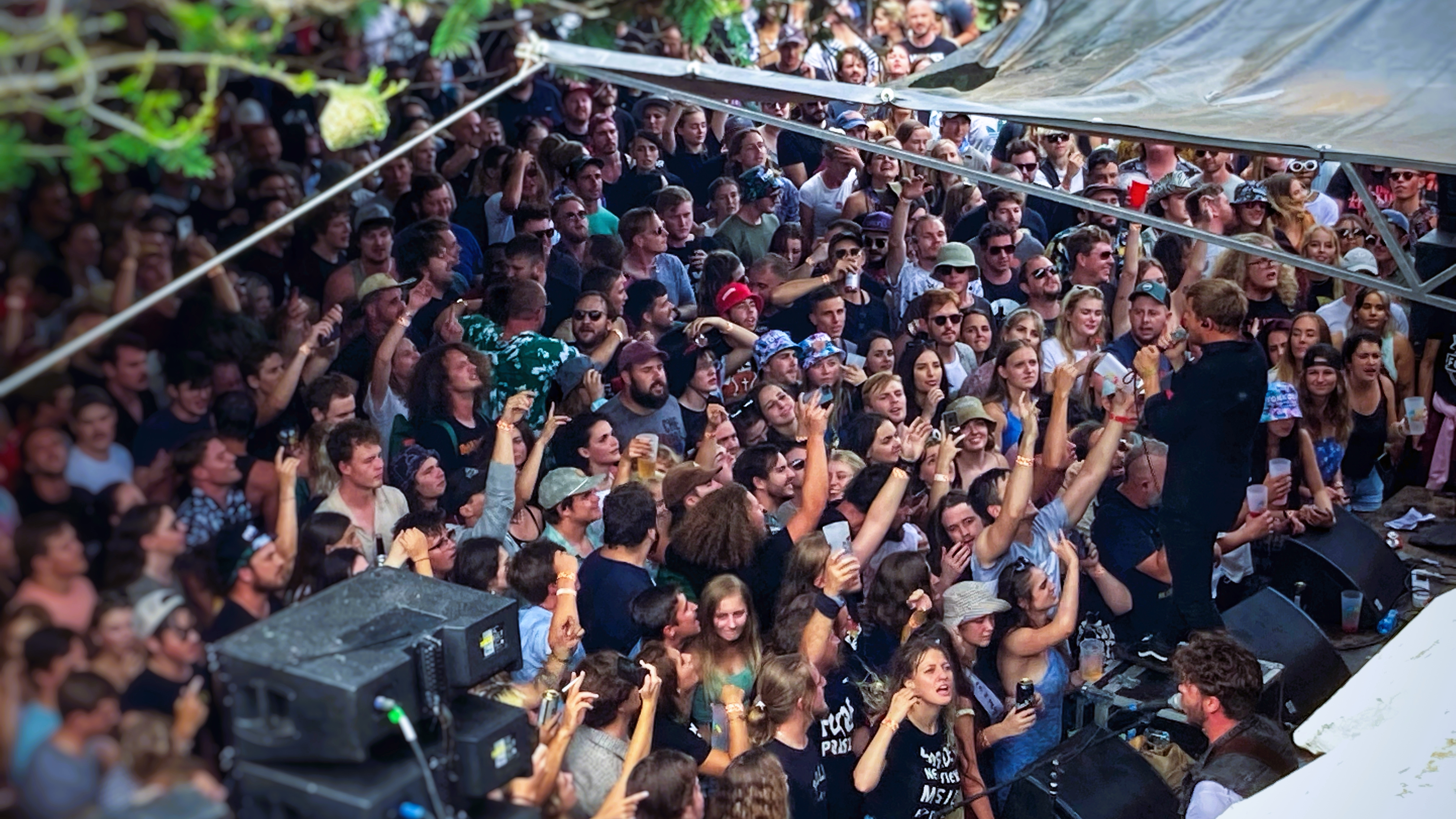
Afrikáans en Pretoria, Sudáfrica.

Los europeos comenzaron a llegar al África meridional a partir a finales del siglo XV, siendo los primeros establecimientos construidos por los colonos portugueses, luego vinieron los neerlandeses, cuyos descendientes serían conocidos más tarde como afrikáneres o bóeres.
A finales del siglo XIX, los poderes europeos establecieron colonias en casi la totalidad de África, pero solo se formaron pequeñas comunidades europeas, con la excepción de Sudáfrica. Las colonias ganaron su independencia en las décadas después de la Segunda Guerra Mundial, causando la emigración de muchos europeos. Sin embargo, en Sudáfrica, la minoría blanca estableció el régimen del apartheid, que se basó en una ideología racista y que perduró hasta 1992.

### En Oceanía

Los niños ondean banderas australianas durante un desfile del Día de Anzac en Palmerston, Australia.

Los primeros testimonios de exploraciones europeas en la zona datan de principios del siglo XVII. Durante este período, hay polémica acerca de si fueron los portugueses y neerlandeses los primeros en llegar a la zona, pues hay numerosos mapas en portugués y neerlandés hechos por navegantes que cartografiaron la mayor parte de la costa australiana. Sin embargo, no sería hasta finales del siglo XVIII cuando los primeros europeos comenzaron a establecerse en Nueva Gales del Sur, en Australia. La mayor parte de ellos eran convictos que fueron transportados a las colonias penales como mano de obra debido a la lejanía de África para importar esclavos negros y como una buena salida para los prisioneros de la Corona británica. Tras la independencia del país, el gobierno solo promovió el establecimiento e inmigración de blancos, provenientes principalmente de Reino Unido e Irlanda. A pesar de su enorme tamaño, su lejanía de Europa y América ha dado como resultado una escasa población (apenas 20 millones de personas), aunque el gobierno impidió que los asiáticos inmigraran al país hasta finales del siglo XX, con lo cual, la gran mayoría de la población australiana es blanca. La población blanca de Australia representaría el 87.1% según el censo de 2021 (contado a todos aquellos que se identificaron únicamente con una etnia europea el 57.2% y la etnia australiana 29.9% diferente de la nativa).
El caso de Nueva Zelanda es similar. El país fue colonizado por los británicos en el año 1840, a raíz del temor de que otras naciones europeas (como los franceses que ya se estaban estableciendo) lo hicieran y pusieran en peligro sus colonias en Australia. A pesar de su pequeña población y la escasa inmigración europea que recibió, la violenta oposición de las tribus maoríes a la colonización ocasionó guerras y enemistades entre europeos y nativos, con lo cual, la población indígena se redujo considerablemente mientras que ya en 1860 los europeos eran la mayoría de la población. Según el censo de 2018 la población de origen europeo o blanca de Nueva Zelanda representa el 71.76%.
Tanto Australia como Nueva Zelanda recibieron emigración europea procedente casi exclusivamente de las islas británicas.